# D9 (Haute-Saône)
De D9 is een departementale weg in het Franse departement Haute-Saône die van Vesoul langs Villersexel naar Luze (aansluiting D438 loopt. De goed onderhouden weg met een vrij recht tracé loopt door de departementen Haute-Saône en Doubs.
De weg is over de gehele lengte uitgevoerd als een 2-strooksweg zonder een fysieke scheiding van de rijrichtingen.